# Psicosociología
La psicosociología o sicosociología es la disciplina que estudia, analiza e interviene en los procesos de interacción y comunicación  humana a través de una mirada inter e intrasubjetiva.
Se podría considerar la psicosociología como el punto de encuentro entre la psicología y la sociología que sumadas a los aportes de otras disciplinas tales como la filosofía, la comunicación, el derecho o la medicina, entre otros, se constituye en una ciencia particular y autónoma.

## Áreas
Entre las principales áreas de la psicosociología se encuentran:
- Psicosociología de las organizaciones e instituciones

- Psicosociología de la comunicación

- Psicosociología de la educación

- Psicosociologia de la salud

- Psicosociología política

- Psicosociología clínica